# دیوان ظهیرالدین فاریابی
دیوان ظهیرالدین فاریابی اثر ظهیرالدین فاریابی است.

## تصحیح
تصحیح این کتاب به‌کوشش امیرحسن یزدگردی در سال ۱۳۸۱ منتشر و در مراسم کتاب سال جمهوری اسلامی ایران به‌عنوان کتاب برگزیده معرفی شد.